# Kuck mal, wer da spricht 2
Kuck mal, wer da spricht 2 (Originaltitel: Look Who’s Talking Too) ist eine Filmkomödie aus dem Jahr 1990 von Regisseurin Amy Heckerling, die zusammen mit Neal Israel auch das Drehbuch schrieb. Die Hauptrollen spielten John Travolta und Kirstie Alley.
Der Film ist die Fortsetzung zu Kuck mal, wer da spricht! aus dem Jahr 1989. Ein dritter Teil erschien 1993 unter dem Titel Kuck mal, wer da jetzt spricht.

## Handlung
James Ubriacco und Mollie haben geheiratet. Sie bekommen eine Tochter, Julie. Am Anfang freut sich ihr Sohn Mikey noch darüber, doch er merkt bald, dass die Kleine ihn stört und beide sind voneinander genervt. Mollies Bruder wird arbeitslos und zieht daraufhin bei der Familie ein. Über sein Verhalten streiten sich James und Mollie und trennen sich. Letztlich versöhnen sich die beiden wieder, genauso wie Mikey und Julie.

## Synchronisation
| Rolle                  | Darsteller                 | Sprecher          |
| ---------------------- | -------------------------- | ----------------- |
| James 'Jimmy' Ubriacco | John Travolta              | Thomas Danneberg  |
| Mollie Ubriacco        | Kirstie Alley              | Heidi Brühl       |
| Joey                   | Gilbert Gottfried          | Jan Odle          |
| Mikey Ubriacco         | Lorne Sussmann             | Sabine Bohlmann   |
| Mr. Ross               | Neal Israel                | Randolf Kronberg  |
| Rosie                  | Olympia Dukakis            | Bettina Schön     |
| Stuart                 | Elias Koteas               | Arne Elsholtz     |
| Eddie                  | Damon Wayans (nur Stimme)  | Frank Zander      |
| Julie                  | Roseanne Barr (nur Stimme) | Nina Hagen        |
| Mikey                  | Bruce Willis (nur Stimme)  | Thomas Gottschalk |
| Taxi mit Geschäftsmann | Paul Shaffer               | Horst Raspe       |

## Produktion und Veröffentlichung
Der Film wurde vom 11. Juni 1990 bis August 1990 in New York City und Vancouver gedreht. Kinostart in den USA war am 14. Dezember 1990, in Deutschland lief der Film am 28. März 1991 an. In den Kinos der USA spielte der Film rund 47,8 Millionen US-Dollar ein.

## Kritiken
Hal Hinson schrieb in der Washington Post vom 14. Dezember 1990, der erste Film der Reihe habe noch einen „gewissen Charme“ gehabt. Der zweite Teil „funktioniere nicht“.
Das Lexikon des internationalen Films schrieb: „Zweiter Aufguß der gleichnamigen Komödie von 1989, [...] eine infantile "Zeitgeist"-Geschichte, deren Grundmuster sich längst erschöpft hat. Was im Original noch seinen Reiz durch die populären "Synchronstimmen" der Kinder hatte, verkommt in der deutschen Fassung zum geistlosen Klamauk.“

## Auszeichnungen
Für den Negativpreis Goldene Himbeere 1991 wurden Gilbert Gottfried als schlechtester Nebendarsteller und 
Roseanne Barr als schlechteste Nebendarstellerin nominiert.